# الجبهة الوطنية الديمقراطية (إيران)
حزب الجبهة الوطنية الديمقراطية في إيران هو حزب سياسي يساري ليبرالي تأسس أثناء الثورة الإيرانية التي اندلعت عام 1979 وأطاحت بالشاه محمد رضا بهلوي، وقامت الحكومة الإسلامية بحظره بعدها بوقت قصير. وقد تأسس الحزب على يد هداية الله متين دفتري، حفيد الزعيم الإيراني المشهور محمد مصدق و«المحامي الذي عُرف بنشاطه في قضايا حقوق الإنسان» قبل سقوط الشاه. وعلى الرغم من أن هذا الحزب لم يستمر لوقتٍ طويل، إلا أنه وُصف بأنه أحد «الحركات الرئيسية الثلاث في الوسط السياسي» في إيران في ذلك الوقت، وكانت الإطاحة بهذا الحزب من أولى المؤشرات على أن القوى الثورية الإسلامية المهيمنة على الثورة الإيرانية لن تتسامح مع القوى السياسية الليبرالية

## نظرة عامة
تم تدشين حزب «متين دفتري» في بداية مارس من عام 1979 في لقاء حضره نحو مليون شخص. كان هذا «في الوقت الذي بدأت فية جميع الأطياف العلمانية خارج إطار حركات حروب العصابات استشعار اتجاه إستراتيجية الخميني السياسية» ومعارضة هيمنة الأحزاب الدينية الإسلامية على الثورة كما فعل الحزب الجمهوري الإسلامي. وكان هذا الحزب عبارة عن «تحالف واسع» يستهدف الجماعات والأفراد الذين يرفضون التقارب بين الجبهة الوطنية وبين حكومة مهدي بازركان الثورية المؤقتة، وكذلك يرفضون الجماعات اليسارية - مثل حزب توده - التي رفضت توجيه انتقادات إلى الخميني بسبب تضامنها معه في مناهضة الليبرالية. وكان الحزب يأمل في «الاستفادة من التراث الذي تركه مصدق في إعادة إنشاء تحالف يضم الطبقات الوسطى وطبقة المثقفين». يشار إلى أن متين دفتري كان عضوًا في حزب الجبهة الوطنية - أحد الأحزاب الإيرانية الكبرى الأخرى ذات التوجه العلماني الليبرالي في هذا التوقيت - وكان حزبه الجديد إلى حدِ ما أكثر يسارية من الجبهة الوطنية.
وقد أكد حزب الجبهة الوطنية الديمقراطية "على الحريات السياسية وضمان الحقوق الفردية وحق الجماعات السياسية في الوصول إلى وسائل البث الإعلامية وكبح جماح الحرس الثوري والمحاكم الثورية واللجان الثورية. وقد دعمت البرامج الاقتصادية للحزب "جموع الشعب" وأيد الحزب "النظام اللامركزي في الإدارة الذي يعتمد على مجالس محلية منتخبة شعبيًا."
هذا وقد قاطع حزب الجبهة الوطنية الديمقراطية وكذلك جماعة الفدائيين وبعض الجماعات الكردية استفتاء الثلاثين والحادي والثلاثين من مارس عام 1979 على جعل إيران جمهورية إسلامية (استفتاء 12 فروردين). وفي النقاش الذي دار حول دستور الثورة الإيرانية الجديد، دعا الحزب إلى تطبيق الديمقراطية البرلمانية مع منح المرأة حقوقًا متساوية وتبني الإعلان العالمي لحقوق الإنسان وتقليص الصلاحيات الممنوحة للرئيس. «ونظرًا لشعوره بالقلق إزاء حرية الانتخابات وسيطرة الحكومة على وسائل البث،» أعلن الحزب والجبهة الوطنية عن عزمهما مقاطعة انتخابات جمعية الخبراء الأولى التي كتبت الدستور الجديد.
وحشد الحزب أعدادًا كبيرة من المتظاهرين، ولكن هؤلاء المتظاهرين «هوجموا بشراسة من قِبل بلطجية حزب الله.»  وفي الثاني عشر من أغسطس عام 1979، نظَّم الحزب مظاهرة حاشدة للاحتجاج على غلق بعض الصحف مثل صحيفة أيانديجان. ولكن تعرضت المظاهرة لهجوم بالحجارة والهروات والسلاسل والقضبان الحديدية من قِبل «بلطجية» حزب الله، ونجم عن ذلك إصابة المئات. وقبل نهاية الشهر تم حظر الصحف التي حاول الحزب حمايتها، فوضعت الحكومة يدها على صحيفة أيانديجان وحولتها إلى صحيفة موالية للإسلاميين وتحول اسمها إلى صبح-إي أزديجان. وصدر أمر اعتقال في حق هداية الله متين دفتري، «بزعم اتهامه بتعطيل النظام العام.»  وبعدها انتقل الحزب للعمل سرًا. وفي عام 1981، انضم الحزب إلى المجلس الوطني للمقاومة في إيران، وهو عبارة عن جماعة أسسها بني صدر ومجاهدي خلق الإيرانية (مجاهدي الشعب) (MEK) لمحاربة النظام الإسلامي في إيران، ولكنه انسحب في وقت لاحق احتجاجًا على «الأنشطة العنيفة التي قامت بها حركة مجاهدي خلق تأييدًا للعراق أثناء الحرب بين إيران والعراق».